# Koninklijke Voetbalclub Kortrijk
El Koninklijke Voetbalclub Kortrijk, també conegut com a KV Kortrijk o KVK, és un club de futbol belga de la ciutat de Kortrijk, Flandes Occidental.

## Història

### Kortrijk Sport
El club va néixer el 1901 amb el nom Sporting Club Courtraisien, ingressant a la Federació el mateix any, amb número de matrícula 19. L'any 1918 es fusionà amb el FC Courtraisien, esdevenint Courtrai Sports. L'any 1927 li fou atorgat el títol de reial, esdevenint Royal Courtrai Sports. El 1951 traduí el seu nom al neerlandès, esdevenint Koninklijke Kortrijk Sport.

### Stade Kortrijk
L'any 1923 va néixer el club Stade Kortrijk després de la fusió de les entitats Eendracht Kortrijk i Patronaat Sint-Rochus. El club tenia matrícula 161. Posteriorment va rebre el títol de reial: Koninklijke Stade Kortrijk.

### KV Kortrijk
L'any 1971 es fusionaren els dos rivals ciutadans, Sport i Stade. El club resultant s'anomenà KV Kortrijk. Problemes econòmics portaren el club l'any 2001 a la tercera divisió. El 2002 esdevingué CVBA Kortrijk Voetbalt i el 2003 retornà a l'anterior nom. Del 2004 al 2008 jugà a la segona divisió, fins que la temporada 2007-08 ascendí a primera. Fou finalista de la Copa belga la temporada 2011-12.

## Palmarès
- Segona divisió belga:
  - 1905-06, 2007-08
- Segona divisió belga (ronda final):
  - 1976, 1980, 1998